# Хуніор Фернандес
Хуніор Фернандес (ісп. Junior Fernandes, нар. 10 квітня 1988, Токопілья) — чилійський футболіст, нападник клубу «Універсідад де Чилі» та збірної Чилі.

## Клубна кар'єра
Народився 10 квітня 1988 року в місті Токопілья. Вихованець футбольної школи клубу «Кобрелоа».
У дорослому футболі дебютував 2007 року виступами на умовах оренди за команду клубу «Мехільйонес».
Згодом з 2007 по 2012 рік грав у складі команд клубів «Кобрелоа», «Депортес Магальянес», «Палестіно» та «Універсідад де Чилі».
Своєю грою за останню команду привернув увагу представників тренерського штабу клубу «Баєр 04», до складу якого приєднався 2012 року. Протягом наступного сезону, проведеного у клубі з Леверкузена, провів у складі його команди лише 6 матчів в національному чемпіонаті. 2013 року керівництво німецького клубу вирішило віддати гравця в оренду до хорватського «Динамо» (Загреб).

## Виступи за збірну
2011 року дебютував в офіційних матчах у складі національної збірної Чилі. Наразі провів у формі головної команди країни 19 матчів.
| Дата       | Місто                | Господарі | Результат | Гості      | Турнір                                | Голи | Примітки |
| ---------- | -------------------- | --------- | --------- | ---------- | ------------------------------------- | ---- | -------- |
| 21-12-2011 | Ла-Серена            | Чилі      | 3 – 2     | Парагвай   | товариський матч                      | -    | 86'      |
| 29-2-2012  | Честер               | Чилі      | 1 – 1     | Гана       | товариський матч                      | -    | 71'      |
| 21-3-2012  | Аріка                | Чилі      | 3 – 1     | Перу       | товариський матч                      | -    | 56'      |
| 11-4-2012  | Такна                | Перу      | 0 – 3     | Чилі       | товариський матч                      | -    |          |
| 11-9-2012  | Сантьяго             | Чилі      | 1 – 3     | Колумбія   | Відбір до ЧС 2014                     | -    | 66'      |
| 12-10-2012 | Кіто                 | Еквадор   | 3 – 1     | Чилі       | Відбір до ЧС 2014                     | -    | 60'      |
| 22-3-2013  | Ліма                 | Перу      | 1 – 0     | Чилі       | Відбір до ЧС 2014                     | -    | 75'      |
| 14-8-2013  | Бреннбю              | Чилі      | 6 – 0     | Ірак       | товариський матч                      | -    | 62'      |
| 10-9-2013  | Женева               | Іспанія   | 2 – 2     | Чилі       | товариський матч                      | -    | 90+3'    |
| 5-9-2015   | Сантьяго             | Чилі      | 3 – 2     | Парагвай   | товариський матч                      | -    | 58'      |
| 15-1-2017  | Наньнін              | Ісландія  | 0 – 1     | Чилі       | товариський матч                      | -    | 80'      |
| 4-6-2018   | Грац                 | Сербія    | 0 – 1     | Чилі       | товариський матч                      | -    | 90+2'    |
| 8-6-2018   | Познань              | Польща    | 2 – 2     | Чилі       | товариський матч                      | -    |          |
| 12-10-2018 | Маямі                | Перу      | 3 – 0     | Чилі       | товариський матч                      | -    | 67'      |
| 16-10-2018 | Сантьяго-де-Керетаро | Мексика   | 0 – 1     | Чилі       | товариський матч                      | -    | 71'      |
| 16-11-2018 | Ранкагуа             | Чилі      | 2 – 3     | Коста-Рика | товариський матч                      | -    | 46'      |
| 17-6-2019  | Сан-Паулу            | Японія    | 0 – 4     | Чилі       | Копа Америка 2019 - 1-й етап          | -    | 87'      |
| 24-6-2019  | Ріо-де-Жанейро       | Чилі      | 0 – 1     | Уругвай    | Копа Америка 2019 - 1-й етап          | -    | 77'      |
| 6-7-2019   | Сан-Паулу            | Аргентина | 2 – 1     | Чилі       | Копа Америка 2019 - матч за 3-є місце | -    | 17'      |
| Усього     |                      | Матчів    | 19        |            | Голів                                 | 0    |          |

## Титули і досягнення
- Чемпіон Хорватії (3):

«Динамо» (Загреб): 2013–14, 2014–15, 2015–16
- Володар Кубка Хорватії (2):

«Динамо» (Загреб): 2014–15, 2015–16
- Володар Суперкубка Хорватії (1):

«Динамо» (Загреб): 2013